# Internationella samfundet
Internationella samfundet eller världssamfundet är en allmänt spridd benämning på världens länder och folk som en formellt icke-organiserad helhet.
Det är politiska uttryck som används ofta i internationella sammanhang när avsändaren åsyftar breda grupper av människor och nationer i världen. Oftast refererar man då till Förenta nationerna (FN) men det kan även gälla andra samfund, organisationer och mellanstatliga samarbeten, som exempelvis Europeiska unionen (EU), men begreppet innebär formellt inte det samma som någon sådan befintlig organisation, utan är ett mer abstrakt samlingsbegrepp.
När uttrycket används i samband med en väpnad konflikt eller ett krig åsyftas ofta omvärlden.